# Nicola Riganti
Nicola Riganti (Molfetta, 24 marzo 1744 – Roma, 31 agosto 1822) è stato un cardinale e vescovo cattolico italiano.

## Biografia
Nacque il 24 marzo 1744 a Molfetta.
Papa Pio VII lo elevò al rango di cardinale nel concistoro dell'8 marzo 1816.
Morì il 31 agosto 1822 a Roma, all'età di settantotto anni.

## Genealogia episcopale e successione apostolica
La genealogia episcopale è:
- Cardinale Scipione Rebiba
- Cardinale Giulio Antonio Santori
- Cardinale Girolamo Bernerio, O.P.
- Arcivescovo Galeazzo Sanvitale
- Cardinale Ludovico Ludovisi
- Cardinale Luigi Caetani
- Cardinale Ulderico Carpegna
- Cardinale Paluzzo Paluzzi Altieri degli Albertoni
- Papa Benedetto XIII
- Papa Benedetto XIV
- Papa Clemente XIII
- Cardinale Francesco Saverio de Zelada
- Papa Pio VII
- Cardinale Nicola Riganti

La successione apostolica è:
- Arcivescovo Francesco Pichi (1818)